# آندرانیک آوتیسیان
آندرانیک آوتیسیان (ارمنی: Անդրանիկ Հովհաննեսի Ավետիսյան؛ زادهٔ ۲۸ دسامبر ۱۹۶۸) یک هنرمند، تاجر و گردآورنده آثار هنری اهل ارمنستان است. شهرت او بیشتر به خاطر تصاویری است که با استفاده از تار عنکبوت خلق می‌کند.
وی فرزند هوهانس آوتیسیان می‌باشد.

## نگارخانه

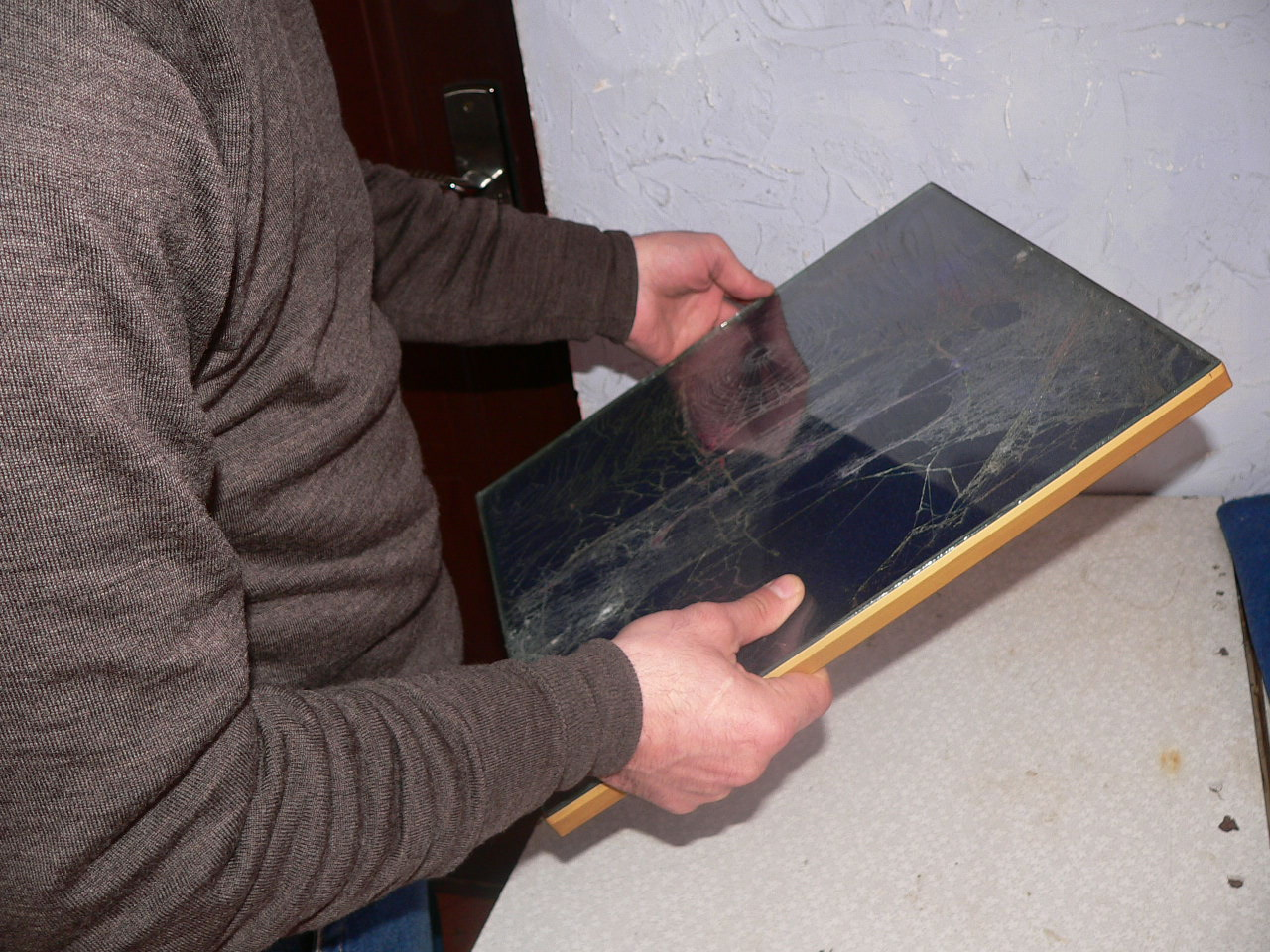